# Vigilante 8: 2nd Offense
Vigilante 8: 2nd Offense (известная как Vigilante 8 2nd Battle в Японии) — это компьютерная игра в жанре гонок на выживание, выпущенная для PlayStation, Dreamcast и Nintendo 64 1 декабря 1999 г. Является сиквелом игры Vigilante 8.

## Обзор сюжета
Сюжет игры о вмешательстве международного нефтяного конгломерата из будущего, также известного как OMAR (Oil Monopoly Alliance Regime).
После нахождения электронного браслета в уборной станции технического обслуживания бывший вигилант Слик Клайд попал под контроль OMAR. Пробиваясь сквозь ряды начальства, он вскоре стал генеральным директором OMAR, и сам добился полной монополии на всю нефтяную торговлю с Соединёнными Штатами.
С помощью своей ученицы и киллера, Обэйк, он крадёт технологии, которые позволят ему путешествовать во времени. Взяв с собой Обэйк и своего кибернетического убийцу, Далласа 13, он делает прыжок назад в 1970 год, чтобы уничтожить США и получить тотальное господство для OMAR.
Появившись в 1970-х годах, три автомобиля встречают Конвоя, бывшего лидера виджилантов. Увидев его, три машины открывают огонь.

## Геймплей
Цель игры заключается в управлении автомобилем, оснащённым различным оружием, и устранении с его помощью всех других транспортных средств на арене. Игроку доступно 3 режима игры: аркада, квест и выживание.
В первом режиме игрок самостоятельно выбирает автомобиль и арену для сражения с компьютерными противниками или с другим игроком.
Режим «квест» предоставляет игроку возможность лучше узнать сюжет игры, а также разблокировать новых персонажей. Для этого необходимо проехать по предустановленному маршруту и выполнить задания, уникальные для каждой группировки. Также в режиме «квест» появилась возможность совместного прохождения.
Режим выживания позволит проверить ваши боевые способности, сражаясь с постепенно увеличивающимся числом противников на выбранной арене.
В Second Offense внедрена система улучшения своего автомобиля за счет сбора «трофейных очков» из разрушенных оппонентов. После сбора необходимого числа очков (по 100 для каждого параметра автомобиля) игрок получает обновлённую версию своего транспортного средства.

## Персонажи
Игрок начинает игру с небольшим выбором персонажей, чтобы разблокировать остальных, необходимо выполнять квесты.
Койоты
- Dallas 13 — Palomino XIII
- Nina Loco — El Guerrero
- Molo — Blue Burro Bus
- Lord Clyde — Excelsior Stretch Limo
- Obake — Tsunami
- Boogie — Marathon

Виджиланты
- Sheila — Wonderwagon
- John Torque — Thunderbolt
- Flying All-Star Trio — Dakota Stunt Cycle
- Houston — Samson Tow Truck
- Convoy — Livingston Truck
- Dave´s Cultsmen — Xanadu RV

Дрифтеры
- Garbage Man — Grubb Dual Loader
- Astronaut Bob O — Moon Trekker
- R. Chase. — Chrono Stinger
- Chassey Blue — Vertigo
- Padre Destino — Goliath Halftrack
- Dusty Earth — Wapiti 4WD

## Игровые уровни
В игре 8 уровней для боевых действий. Каждый уровень имеет свои особенности и различия. В отличие от предыдущей игры, уровни разбросаны по всей территории США и не ограничиваются юго-западом страны.
Meteor Crater

Route 40

Near Winslow, Arizona
Winter Games

Olympus Games Resort

Wasatch Range, Utah
Ghastly Bayou

A Abandoned Sugar Plantation Estate

Bayou Vista, Louisiana
Launch Site

NASA Space Launch Center

Cape Cañaveral, Florida
Steel Mill

Sunshine Steel Works

Near Pittsburgh, Pennsylvania
Nuclear Plant

Pander Island Nuclear Power Plant

Pander Island, Minnesota
Alaskan Pipeline

Hexagon Drilling Co.

Valdez Bay, Alaska
Pacific Harbor

Commercial Seaport of Long Beach

Long Beach, California
В издании игры для консоли Sega Dreamcast можно играть в уровни из Vigilante 8. Уровни переработаны, добавлены новые виды оружия и модификации. Для этого необходимо зайти в опции, в раздел выбора персонажа, и набрать слово OLD LEVELS. Для других версий, в том числе в версии для Playstation, этот способ не работает. Для того, что бы в V8: 2 поиграть в уровни из первой части игры на Playstation нужно проделать следующие действия:
Запустить игру Vigilante 8 - Second Offense. После чего войти в аркадный режим (Arcade), выберите любой уровень, любой произвольный автомобиль и любых соперников. Непосредственно в момент игры нажать кнопку Start, поставив игру на паузу, после этого, ничего не боясь, открываем крышку приставки и извлекаем из неё CD диск V8 2. Теперь помещаем туда диск с первой частью игры Vigilante 8. И закрываем крышку PlayStation. После этого, должна будет произойти загрузка, и, если всё сделано правильно, мы увидим надпись “V8 LEVELS ENABLED!”. После чего проделайте процедуру обратную предыдущей, так, чтобы в консоли снова оказался диск со второй частью игры. После этого выходите из игры и заходите в аркадный режим.

## Специальные дополнения
В игре имеются 3 специальные дополнения, которые можно найти в уровнях игры. Повреждения, нанесённые транспорту, использующему эти дополнения, могут привести к его потере. Игрок также может отключить их, если одновременно нажмёт определенные клавиши. В версии PlayStation это L1+R1.
- Антигравитационные двигатели

Позволяет автомобилю летать в воздухе и преодолевать препятствия.
- Поплавки

Поплавки позволяют автомобилю двигаться по воде.
- Снегоход

Обеспечивает транспортное средство улучшенной тягой и управлением на заснеженных поверхностях.

## Оценки
| Сводный рейтинг    | Сводный рейтинг | Сводный рейтинг | Сводный рейтинг |
| Издание            | Оценка          | Оценка          | Оценка          |
| Издание            | Dreamcast       | N64             | PS              |
| ------------------ | --------------- | --------------- | --------------- |
| GameRankings       | 78,79 %         | 72,85 %         | 81,58 %         |
| Иноязычные издания |                 |                 |                 |
| Издание            | Оценка          | Оценка          | Оценка          |
| Издание            | Dreamcast       | N64             | PS              |
| AllGame            | [ 4 ]           | [ 5 ]           | [ 6 ]           |
| EGM                | 7,875/10        | N/A             | N/A             |
| Famitsu            | 25/40           | N/A             | 29/40           |
| GameFan            | 85 %            | 74 %            | N/A             |
| Game Informer      | 8/10            | 8/10            | 7,75/10         |
| GamePro            | N/A             | [ 16 ]          | [ 17 ]          |
| GameRevolution     | B+              | B               | B+              |
| GameSpot           | 7,7/10          | 7,7/10          | 7,5/10          |
| GameSpy            | 7,5/10          | N/A             | N/A             |
| IGN                | 8,6/10          | 8/10            | 8,2/10          |
| Next Generation    | [ 28 ]          | N/A             | N/A             |

## Продолжения игры
Идейным продолжением игры была Interstate '76, издаваемая только на PC, и ремейк игры первой части Vigilante 8 Arcade для XBOX 360.